# 陳選
陳 選（ちん せん、1429年 - 1486年）は、明代の官僚。字は士賢、号は克庵。本貫は台州府臨海県。

## 生涯
1429年（宣徳4年）11月28日、陳員韜と金氏のあいだの子として台州府文粛坊の故邸で生まれた。陳選は幼いころから誠実で言葉少なく、聖賢となることを自らに期していた。1460年（天順4年）、進士に及第した。1463年（天順7年）、監察御史に任じられた。江西巡按をつとめて、貪婪凶暴な官吏を全員降格させた。当時の人は「前に韓雍あり、後に陳選あり」と評した。反乱軍が贛州府に流入すると、陳選はそのことを奏聞して、返答を待たずに、兵を派遣して反乱を平定した。
1464年（天順8年）、成化帝が即位すると、陳選は尚書馬昂・侍郎呉復・鴻臚寺卿斉政を弾劾し、翰林院修撰の羅倫や学士の倪謙・銭溥を救おうとした。陳選の言は聞き入れられなかったが、当時の人はかれの風采を憚った。1467年（成化3年）、陳選は南畿の学校を提督するよう命じられた。冠婚・祭礼・射儀を学宮で広め、時機に応じて諸生にこれを習わせた。『小学集註』を作って諸生に教えた。常に学宮に寝泊まりして見回りし、夜間に両廊を巡回しては、諸生の音読を見てやった。試験の答案の記名部分に糊づけする決まりを廃止し、「自分を信じないで、どうして人を信じられよう」といった。
1471年（成化7年）、陳選は河南按察使司提学副使に転じた。南畿でおこなったように河南でも教学を立てた。汪直が巡察に出ると、都御史以下の官がみなへりくだって拝謁したが、陳選はひとり拱手の礼を取るのみであった。汪直が「何の官か」と問うと、陳選は「提学副使です」と答えた。汪直が「都御史よりも偉い官なのか」と訊ねると、陳選は「提学は都御史と比べるべき官ではありません。ただかたじけなくも人の師ですので、決して自ら身を屈して辱めを受けたりはしません」と答えた。
1478年（成化14年）、陳選は河南按察使に進んだ。軽い罪で獄に繋がれていた数百人を釈放し、重罪の囚人の多くも冤罪を明らかにしてその名誉を回復したので、牢獄は空になった。その統治は簡潔を尊び、ただ不正を行う官吏には仮借がなかった。のちに広東右布政使に転じた。1484年（成化20年）、広東左布政使に進んだ。肇慶府で洪水が起こると、朝廷の許可を待たずに、官倉を開いて穀物を振恤した。
1485年（成化21年）、成化帝は外国からの朝貢を減らし、事務を簡素化するよう命じた。しかし市舶中官の韋眷は均徭戸60人を方物の処理につけるよう請願する上奏をおこなった。陳選は詔命を盾にしてこれを争い、成化帝はその半数をつけるよう命じた。このため韋眷は陳選を憎んだ。南方出身の馬力麻がスマトラの使臣を詐称して朝貢し、私的に交易しようとした。韋眷はその手厚い賄賂を受けて、これを許可しようとしたが、陳選は馬力麻を追放した。サマルカンドの使者が甘粛を経由して北京の朝廷に獅子を献上し、帰りは広東から海路を取ってマラッカに立ち寄って交易したいと要望した。陳選は上疏してこれを許可すべきでないと言上した。成化帝は陳選の言を聞き入れたので、韋眷はますます陳選を憎んだ。
先立って番禺知県の高瑶は韋眷が外国人と通じて貯めこんだ巨万の財産を官に没収しており、陳選はこれを奨励して、朝廷にも奏聞していた。1486年（成化22年）、韋眷は陳選と高瑶を貪婪な官吏として誣告する上奏をおこなった。成化帝は刑部員外郎の李行を派遣して巡按御史の徐同愛と合流させ、告発内容を調査させた。李行と徐同愛は韋眷を恐れて誣告を追認し、陳選は高瑶とともに逮捕されて北京に連行されることとなった。士民数万が号泣して連行を阻止させようとし、使者は任官のための召還の体裁を取って群衆から脱出した。道中の南昌府で陳選は病に倒れた。5月21日、死去した。享年は58。1488年（弘治元年）、主事の林沂の上疏により陳選の冤罪は雪がれ、生前の官をもどされて礼に則って葬られた。1516年（正徳11年）、光禄寺卿の位を追贈された。諡は恭愍といった。著書に『小学句読』6巻があった。